# برنامه‌ریزی موج غلطان
برنامه‌ریزی موج غلطان (انگلیسی: Rolling-wave planning) یا برنامه‌ریزی موجی، فرایندی در برنامه‌ریزی پروژه است، که در آن، کارهای پیش رو، به تفصیل برنامه‌ریزی شده و کارهای آتی که جزئیات آنها مشخص نیست، در سطح بالاتری از ساختار شکست کار، برنامه‌ریزی می‌شوند و به محض نزدیک شدن به زمان وقوع آنها، به‌صورت تفصیلی برنامه‌ریزی خواهند شد. در این تکنیک، کارها در چرخه عمر پروژه می‌توانند در سطوح مختلفی از جزئیات و با توجه به جایگاه آنها در زمان پروژه، تعریف شوند. برای نمونه، در ابتدای برنامه‌ریزی یک پروژه، زمانی که اطلاعات کمتری در دست است، بسته‌های کاری تنها به مایل‌استون‌ها تجزیه می‌شوند و هنگامی که در خصوص وقایق آتی اطلاعات بیشتری کسب گردد، بسته‌های کاری نیز قابلیت تجزیه شدن به فعالیت‌ها را خواهند داشت.